# Bistum Mercedes
Das Bistum Mercedes (lateinisch Dioecesis Mercedaniana, spanisch Diócesis de Mercedes) ist ein römisch-katholisches Suffraganbistum in Uruguay mit Sitz in der Stadt  Mercedes. Diözesanbischof ist der aus der Ordensgemeinschaft der Salesianer Don Boscos stammende Carlos María Collazzi Irazábal.

## Geschichte
Die Errichtung des Bistums Mercedes erfolgte durch die territorialen Teilung der uruguayischen Bistümer von San José de Mayo und Salto, am 17. Dezember 1960. Sein Gebiet umfasst die Departamentos Colonia und Soriano. Das Bistum besteht aus sechzehn Pfarreien, in denen etwa 178.000 römisch-katholische Christen durch sechzehn Diözesanpriester und sieben Patres pastoral betreut werden. In der Betreuung der Pfarrgemeinden sind sechzehn Diakone im Ständigen Diakonat, dreißig Ordensschwestern und sieben Ordensbrüder aktiv. Es untersteht kirchenrechtlich dem Erzbistum Montevideo.

## Weblinks

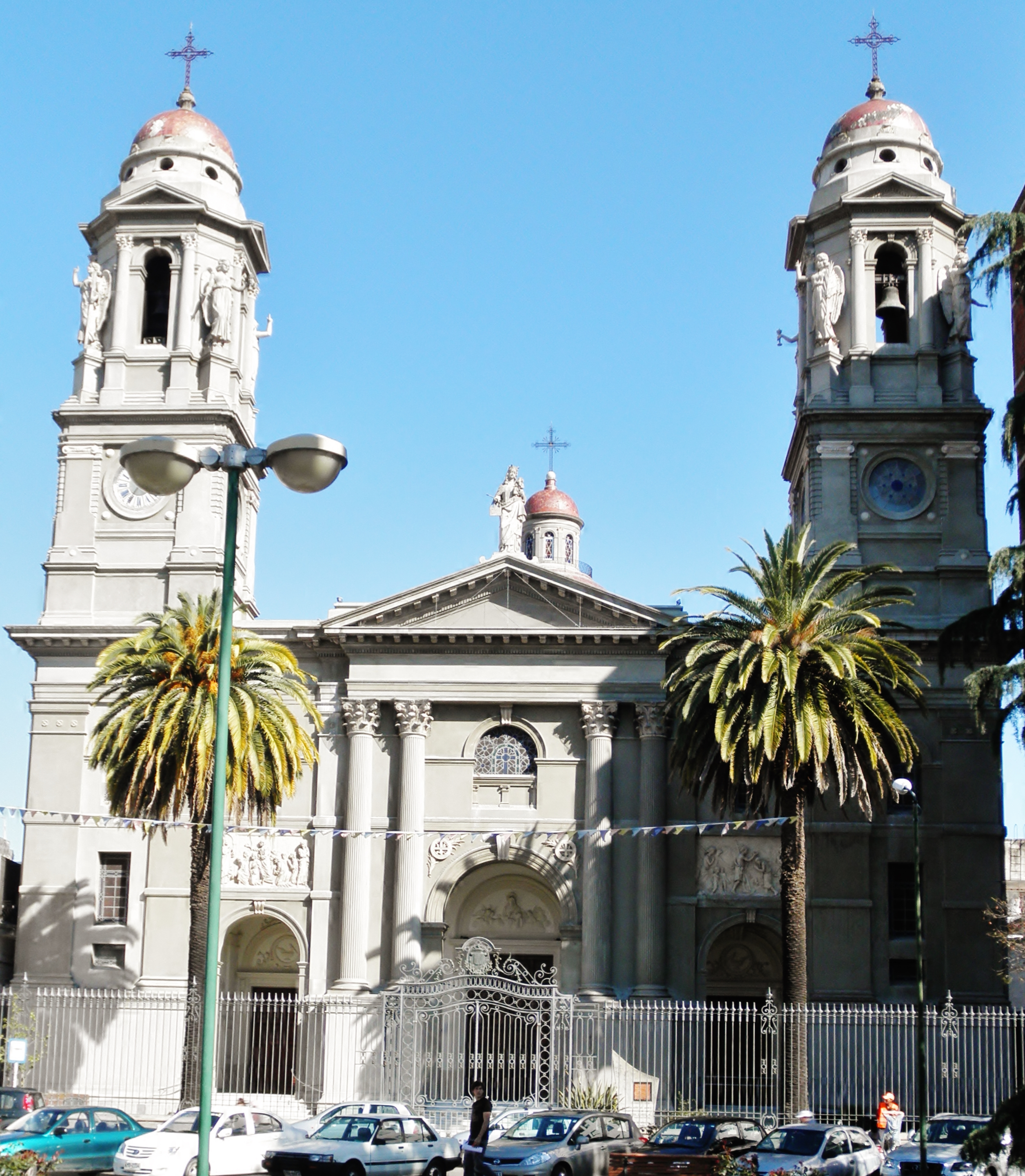
Kathedrale von Mercedes